# Julesz János
Julesz János (Budapest, 1943. július 17. –) magyar belgyógyász, endokrinológus, egyetemi tanár, édesapja Julesz Miklós.
Kutatási területe: Klinikai és kísérletes endokrinológia, különös tekintettel az ACTH és rokon peptidjeinek szabályozására.

## Életpályája
Nehéz időszakban született, a nyilas puccsot (1944. október 16.) követő ötödik napon édesapját elhurcolták a buchenwaldi és az ohrdrufi koncentrációs táborokba. Édesapja azon kevesek közé tartozott, akik a háború után a koncentrációs táborokból hazatértek, s végre el tudtak helyezkedni a szakmájukban, mert a megalázó zsidótörvényeket eltörölték. Julesz János elemi iskolai és középiskolai tanulmányokat Budapesten folytatott, végül a család Szegedre költözött, így Julesz János középiskolai tanulmányait Szegeden fejezte be. Felsőfokú tanulmányokat a Szegedi Orvostudományi Egyetemen folytatott 1961-1967 között. 1968. október 9-én avatták ünnepélyes körülmények közt a szegedi egyetem aulájában aranygyűrűs orvos doktorrá “Sub auspiciis”, ami azt jelenti, hogy végig tiszta kitűnő tanuló volt.

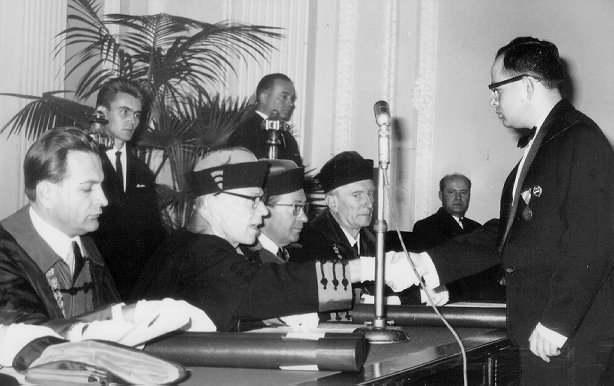
A képen jobbra Julesz János, az egyetem vezetése (Márta Ferenc, Tóth Károly, Szontágh Ferenc, Kedvessy György) aranygyűrűs doktorrá avatja

A SZOTE I. sz. Belgyógyászati Klinikára került gyakornoknak 1967-ben, 1972-ben belgyógyászatból, 1984-ben endokrinológiából tett szakorvosi vizsgát. Az 1970-es években rövidebb ideig Bukarestben járt tanulmányúton a Parthon Endokrinológiai Intézetben és Halle/Saale-ban a Martin Luther Egyetem II. sz. Belgyógyászati Klinikáján. Hosszabb ideig Kanadában volt tanulmányúton 1980/81-ben Montréalban (Clinical Research Inst. of Montreal). A kortokotropin elválasztásának serkentése és gátlása témakörben írt kandidátusi disszertációját 1983-ban védte meg. 1990. július 1-jén nevezték ki egyetemi tanárnak. 1967-1976-ig az I. sz. Belgyógyászati Klinikán dolgozott, 1976-tól e klinikának az Endokrinológiai Önálló Osztályán és Kutató Laboratóriumában, itt kapott mb. osztályvezető beosztást 1986-1988-ig, majd osztályvezető 1993-tól 2009-ig. Az Orvosi Kar angol nyelvű oktatásában is folyamatosan részt vesz, 2009-től, mint professor emeritus.
Az MTA több orvosszakmai testületében működött az 1990-es és 2000-es években: MTA Endokrinológiai és Anyagcsere Kutatásokkal Foglalkozó Bizottság (1986-ban vezetőségi tagnak választották); MTA Szteriodkémiai Munkabizottság; MTA Peptidkémiai Munkabizottság. Folyamatosan működött és működik szakmai társaságokban: Magyar Belgyógyász Társaság; Magyar Immunológiai Társaság; Magyar Orvosok Nukleáris Társasága; Magyar Élettani Társaság; Magyar Kémikusok Egyesülete; Eur. Neuroendocrine Assoc. Tudományos közleményeinek száma meghaladja a 120-at, azokat a hazai és külföldi szakfolyóiratokban, kötetekben publikálja többnyire angol nyelven.
Szabad idejében szívesen foglalkozik szépirodalommal, néha maga is eljátszik a szavakkal, humoros verseket ír. Olykor ellátogat a Szegedi Szilánkok művészeti csoport estjeire.

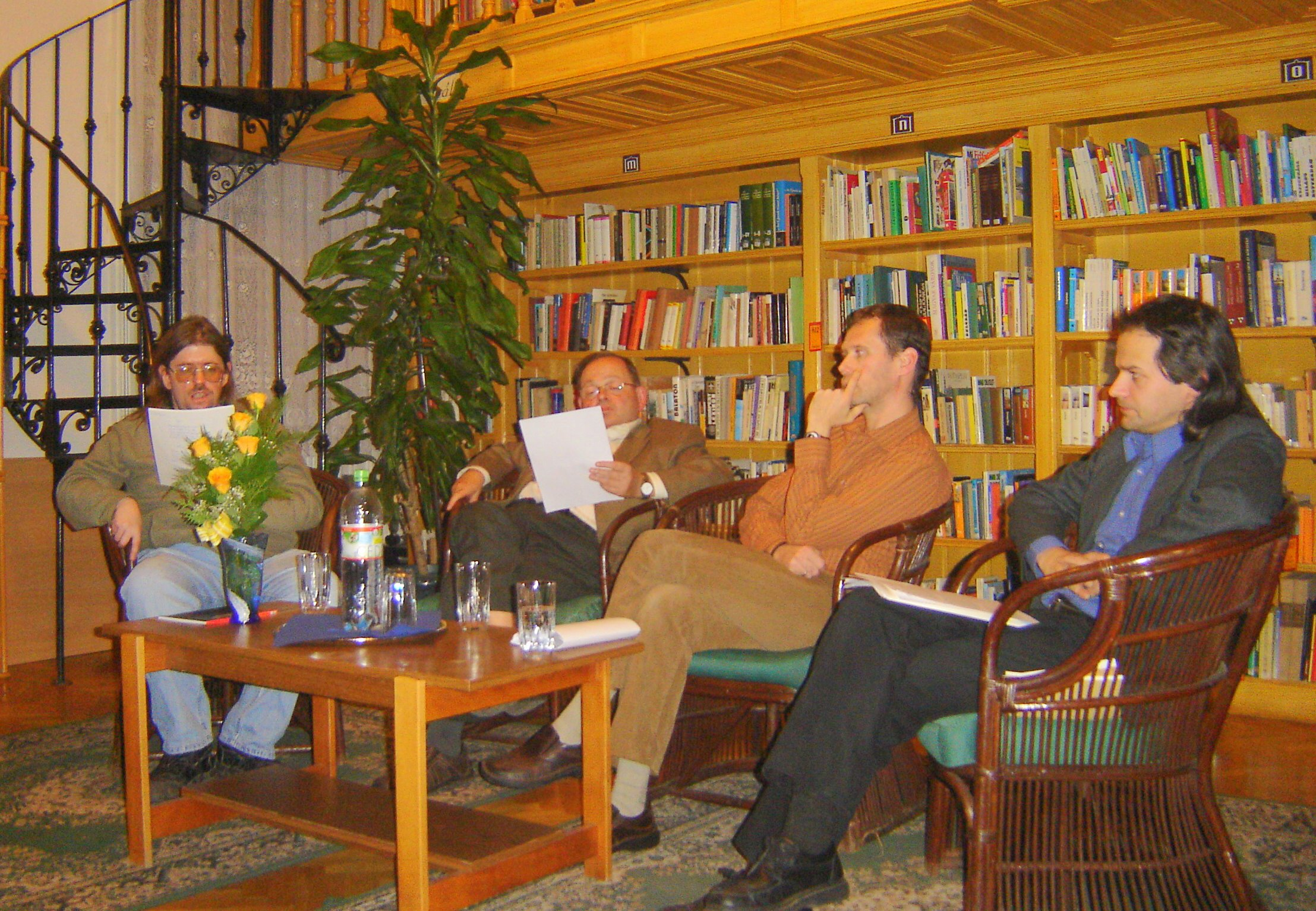
A Szegedi Szilánkok irodalmi felolvasó estjén, balról jobbra: Rusz Sándor költő, Julesz János versíró, Bene Zoltán író, Diószegi Szabó Pál költő, 2008. október 28.

## Tanulmányai (válogatás)
- New Pitressin preparation with diminished corticotropin releasing actIvlty in vitro. Társszerzőkkel. Lancet 1981.
- Corticotropin-releasing activity of a-melanotropin. Társszerzőkkel. Science 1982.
- Radioimmunoassay of corticotropin from plasma. Társszerzőkkel. Clin. Chem. 1982.
- Inhibition of corticotropin release in vitro by dexamethasone, aldosterone and spironolactone. Târsszerzôkkel. J. Steroid Biochem. 1983.
- A kortikotropin elválasztásának serkentése és gátlasa. [Kandidátusi értekezés] Szeged, 1983.
- Ethics in Medicine. Notes. Szeged, 1987. 185 p.
- Heredity In Functional Endocrine Pathology. II. (Eds. K. Kovacs, S. L. Asa) Boston, 1991. BIackwell. 862-876. p.
- Az alfa-melanocyta stimuláló hormon /alfa-MSH/ radioimmun mérése és annak biológiai jelentősége. M. Vecsemyéssel. M. In A klinikai endokrinológia újabb eredményei. (Szerk. Szarvas F., Faredin I., Tóth I.) Szeged, 1991. 135-144. p.
- Radioimmunoassay of a-melanocyte-stimulating hormone. M. Vecsernyéssel. Methods in Neurosciences. Vol. 6. (Ed. P.M. Conn) San Diego, 1991. Acad. Pr. 247-260. p.
- Central effects of tricyclic compounds on the endocrine system - an in vitro study. Társszerzőkkel. Progress in Brain Research '91. (Eds. A. Ermisch, R. Landgraf, H. Rühle) Amsterdam, 1992. Elsevier. 89-92. p.
- Effect of posterior pituitary denervation (PPD) on prolactin (PRL) and alpha-melanocyte-stimulating hormone (alpha-MSH) secretion of lactating rats. Társszerzőkkel. Brain Research Bulletin, 1997.
- HPLC-RIA analysis of steroid hormone profile in a virilizing stromal tumor of the ovary. Társszerzőkkel. Journal of Biochemical and Biophysical Methods, 2004.
- Aortic stiffness is increased in acromegaly—a transthoracic echocardiographic. Társszerzőkkel. Int. J. Cardiol. 2008 Feb 20; 124(1):121-3., 121-123. p.

## Díjak, elismerések
- Pro Universitate díj (2008)[1]